# Cachipay
Cachipay là một khu tự quản thuộc tỉnh Cundinamarca, Colombia. Thủ phủ của khu tự quản Cachipay đóng tại Cachipay Khu tự quản Cachipay có diện tích ki lô mét vuông. Đến thời điểm ngày 28 tháng 5 năm 2005, khu tự quản Cachipay có dân số 9037 người.